# Шаоян
Шаоян е град в провинция Хунан, Югоизточен Китай. Важен търговски и транспортен център. Общото население на целия административен район, който включва и града, е 7 071 735 жители. Намира се в часова зона UTC+8. Шаоян има 2500-годишна история. Средната годишна температура е около 17 градуса.

## Побратимени градове
- Саратов (Русия)